# Karma Triyana Dharmachakra
Karma Triyana Dharmachakra (KTD) est un monastère bouddhiste tibétain situé à Woodstock, dans l'État de New York, aux États-Unis.
Il est aussi le siège en Amérique du Nord du 17e Karmapa, Orgyen Trinley Dorje, chef de la lignée Karma Kagyu. Il est fondé en 1976 par le 16e Karmapa. Khenpo Karthar Rinpoché en fut l'abbé. 